# Castell roquer
Un castell roquer o castell de roca és una fortalesa bastida damunt un penyal, aquesta elevació donant les condicions militars de guàrdia d'una vall o d'un territori més ample. Molts dels castells medievals eren edificats sobre roques, a Catalunya i a Europa si més no. En són exemples el castell de la Roca de l'Albera o el castell de Castellcir.